# Hryhorij Lakota

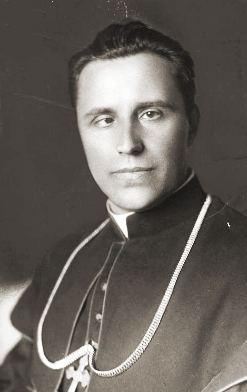
Weihbischof Hryhorij Lakota

Hryhory Lakota, auch Gregor Lakota, (ukrainisch: Григорій Лакота, polnisch: Grzegorz Łakota; * 31. Januar 1883 in Holodivka bei Lemberg; † 12. November 1950 in Workuta, Sowjetunion) war Weihbischof der Ruthenischen griechisch-katholischen Kirche in Przemyśl. Er wurde am 27. Juni 2001 von Papst Johannes Paul II. zum Märtyrer und Seligen proklamiert.

## Leben
Hryhorij Lakota studierte in Lemberg Theologie und wurde 1908 zum Priester geweiht. 1911 promovierte er an der Universität Wien zum Doktor der Theologie. Seit 1913 lehrte er am Priesterseminar in Przemyśl und wurde auch dessen Rektor. Am 10. Februar 1926 wurde er zum Weihbischof in der ruthenischen Eparchie Przemyśl berufen und zum Titularbischof von Daonium ernannt. Erzbischof Andrej Scheptyzkyj von Lemberg weihte ihn am 16. Mai 1926 zum Bischof.

## Martyrium und Seligsprechung
Bischof Lakota wurde am 9. Juni 1946 von den sowjetischen Machthabern gefangen genommen und zu einer 10-jährigen Haftstrafe verurteilt. Seine Gefangenschaft begann im Arbeitslager Abez in der Nähe der nordrussischen Stadt Workuta. Am 12. November 1950 verstarb er in diesem Gefangenenlager. Papst Johannes Paul II. sprach Hryhorij Lakota und vierundzwanzig weitere Märtyrer selig. Der gemeinsame kirchliche Gedenktag wurde auf den 2. April, den Todestag des Seligen Mykolaj Tscharnezkyj, festgelegt.

## Mediale Rezeption
Im Spielfilm In den Schuhen des Fischers ist ein aus der Ukraine stammender Bischof namens Lakota die Hauptperson und wird nach Freilassung aus einem sowjetischen Lager zum Papst gewählt. Die Parallelen zwischen dem Filmcharakter und Hryhorij Lakota beziehen sich nur auf die hier genannten Aspekte.